# Nimezka Mokra

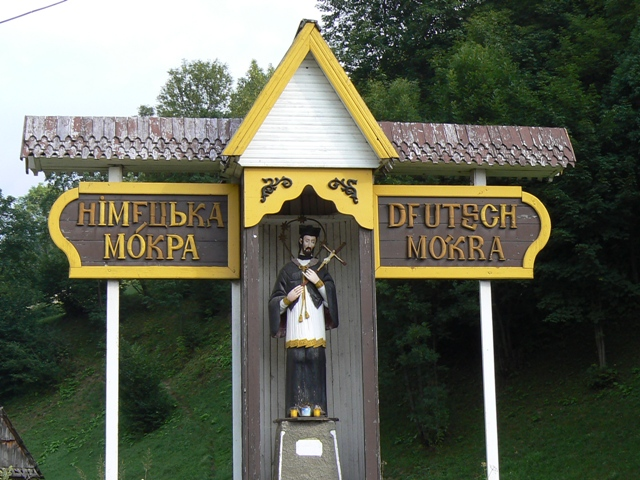
Das zweisprachige Schild am Ortseingang

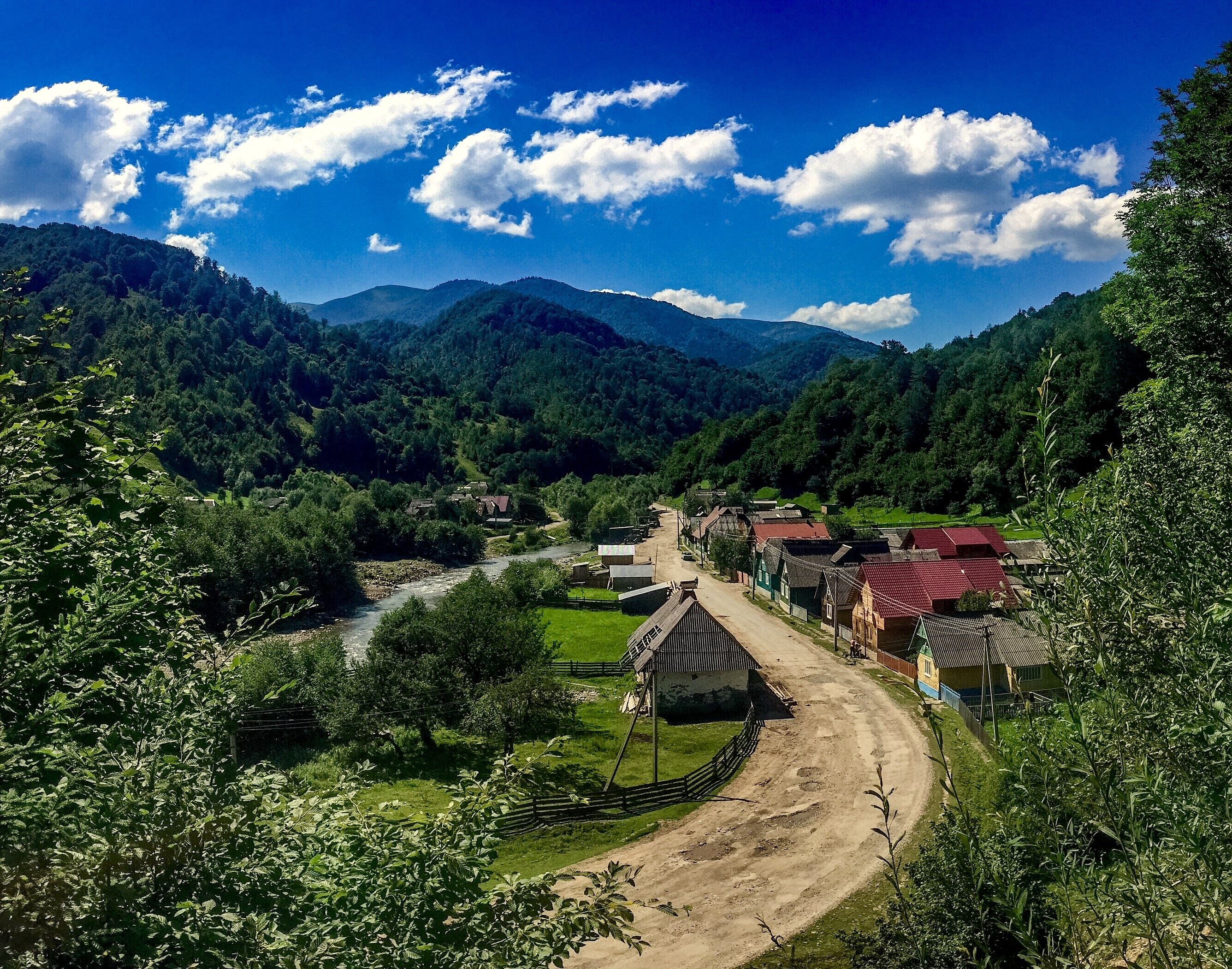
Blick auf Nimezka Mokra

Nimezka Mokra (ukrainisch Німецька Мокра, von 1946 bis 2016 Комсомольськ (Komsomolsk); deutsch Deutsch-Mokra, russisch Немецкая Мокрая Nemezkaja Mokraja, slowakisch Nemecká Mokrá, ungarisch Németmokra und im bairischen Dialekt Daidsch-Mogra) ist ein Dorf in den ukrainischen Waldkarpaten in der Oblast Transkarpatien mit etwa 500 Einwohnern. Er wurde 1775 von aus dem oberösterreichischen Salzkammergut angeworbenen Holzarbeitern und deren Familien gegründet. Der Name „Mokra“ ist ruthenisch und bedeutet so viel wie „nasse Gegend“. Davon leitet sich auch der Name des etwa 5 km entfernten Nachbarortes Ruska Mokra (Руська Мокра, deutsch Ruthenisch-Mokra) ab.
Am 12. Juni 2020 wurde das Dorf ein Teil der neu gegründeten Siedlungsgemeinde Ust-Tschorna im Rajon Tjatschiw; bis dahin war es ein Teil der Landratsgemeinde Ruska Mokra.

## Geschichte
Der Ort liegt auf ca. 600 m Seehöhe im schmalen Tal der Mokrjanka, welche in die Tereswa mündet. Ende des 18. Jahrhunderts gehörte dieses Gebiet zum ungarischen Komitat Máramaros und es gab im etwa 70 km südlich gelegenen Solotvina eine florierende Salzgewinnung. Der Salinenabbau war damals auf Grund des Salzmonopols ein sehr einträgliches Geschäft, jedoch wurden dafür große Mengen an Holz benötigt. Deshalb entschloss sich die ungarische Verwaltung, spezialisierte Salinenarbeiter aus dem oberösterreichischen Salzkammergut anzuwerben. Diese sollten in der dicht bewaldeten Region für den notwendigen Rohstoff Holz sorgen.

### Gründung
Im Jahr 1775 ließen sich ungefähr 100 Arbeiter aus dem Salzkammergut anwerben und zogen gemeinsam mit ihren Familien in die Waldkarpaten. Insgesamt etwa 250 Personen kamen im November 1775 dort an und gründeten daraufhin die Siedlung Deutsch-Mokra. Die ihnen in den Vertragsbedingungen versprochenen Häuser waren jedoch nicht vorhanden und so mussten sie im beginnenden Winter selber für eine improvisierte Unterkunft sorgen. Trotz dieser widrigen Anfangsbedingungen begann die Ortschaft bald zu florieren, nicht zuletzt weil zuvor einige Privilegien ausverhandelt wurden, wie die Besoldung eines eigenen Pfarrers und Schulmeisters durch die Salzkammer.
Im Jahre 1815 wurde sogar von Deutsch-Mokra aus eine Tochtersiedlung gegründet, das 10 km flussabwärts gelegene Königsfeld, heute Ust-Tschorna (Усть-Чорна). Einige Bewohner zogen auch nach Oberwischau, dem heute in Rumänien gelegenen Vișeu de Sus, wo sie auf die ursprünglich aus der Zips stammenden Zipser trafen und auch dort in der Forstwirtschaft arbeiteten.

### Ende der Österreichisch-Ungarischen Monarchie

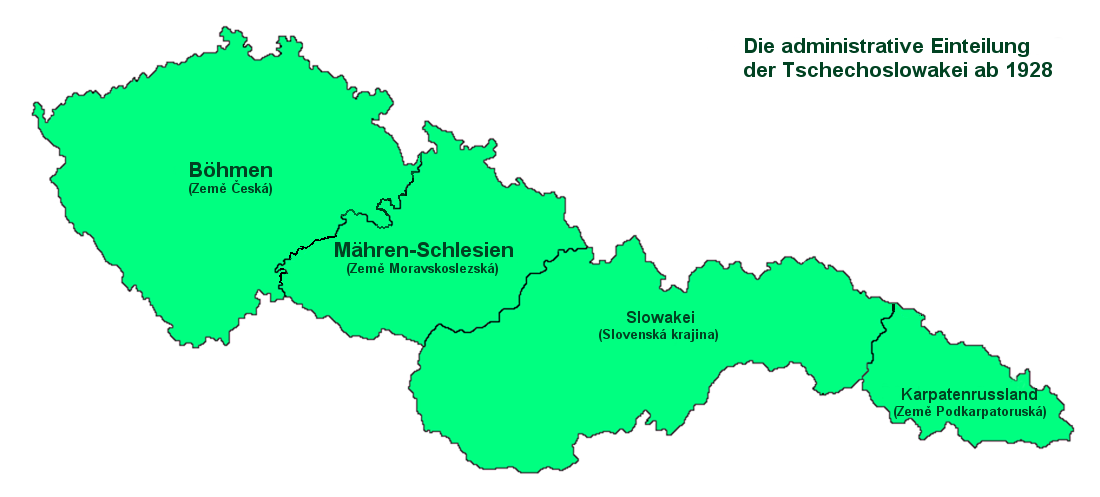
Die Karpatenukraine wird Teil der Tschechoslowakei

Nach dem Ersten Weltkrieg begann für die aus dem Salzkammergut stammenden Holzarbeiter in den Waldkarpaten eine schwierige Zeit. Die zuvor zum ungarischen Teil der Habsburgermonarchie gehörende Region kam 1919 an die neu gegründete Tschechoslowakei. Hier erhielt der Ort den offiziellen Namen Nemecká Mokrá. Als wirtschaftliche Verbesserung erwies sich der Bau der Verlängerung der Waldbahn Tereswatal von Ust-Tschorna aus im Jahre 1928. Im November 1938, nachdem Hitler das Sudetenland annektiert hatte, wurde Deutsch-Mokra nach dem Ersten Wiener Schiedsspruch Teil der autonomen Karpatoukraine im Rahmen der Tschechoslowakei, während der südwestliche Teil der Karpatoukraine Ungarn angeschlossen wurde. Im März 1939 wurde auch das restliche Gebiet bis zu den Theißquellen von Ungarn annektiert. Damit war auch Deutsch-Mokra ungarisch geworden. Nachdem Ende 1944 jedoch die Rote Armee das Gebiet erobert hatte, kam die Karpatenukraine offiziell zunächst wieder an die Tschechoslowakei, wurde jedoch im Juni 1945 vertraglich der Sowjetunion übergeben. Der Name des Ortes wurde dann am 25. Juni 1946 von „Deutsch-Mokra“ (ukrainisch Німецька Мокра) in „Komsomolsk“ (Комсомольськ) geändert, nach der Jugendorganisation der KPdSU Komsomol.

### Sowjetische Zeit
Viele deutschsprachige Einwohner von Deutsch-Mokra waren in den letzten Kriegsmonaten vom Dritten Reich zur Zwangsarbeit nach Thüringen gebracht worden. Als sie von dort 1946 in ihre Heimat zurückkehrten, wurden viele umgehend verhaftet und zu 25 Jahren Zwangsarbeit in Sibirien verurteilt, wo sie im Nationalen Bezirk der Chanten und Mansen als Forstarbeiter im am Ob gelegenen Ort Poljanowo arbeiten mussten. Alle deutschsprachigen Bewohner der Sowjetunion wurden nämlich von Stalin verdächtigt, Kollaborateure des Feindes gewesen zu sein.
Die erst 1948 aus Thüringen zurückgekehrten Deutsch-Mokraer wurden hingegen nicht mehr deportiert, und nach dem Tod Stalins 1953 gab es auch keine unmittelbaren Verfolgungen mehr. Bis zum Ende der Sowjetunion blieb Deutsch-Mokra nun Teil der Ukrainischen Sowjetrepublik. Im Zuge der Planwirtschaft kam die Gegend auch zu bescheidenem Wohlstand, da die Holzgewinnung in den Waldkarpaten ungeachtet der langen Transportwege stark ausgebaut wurde.
Die nach Sibirien deportierten Deutsch-Mokraer wurden nach dem Tod Stalins aus der Zwangsarbeit entlassen, durften sich jedoch nur innerhalb einer bestimmten Zone in Sibirien frei bewegen. In den 1970er Jahren nahmen einige die Gelegenheit wahr, in die damalige DDR zu emigrieren, viele blieben jedoch im Umkreis von Chanty-Mansijsk und assimilierten sich dort. In die Waldkarpaten sind aus Sibirien nur wenige zurückgekehrt.
Viele Mokraner sind im Zuge der Ostpolitik Willy Brandts Anfang der 1970er Jahre nach Westdeutschland (vor allem nach Baden-Württemberg) emigriert.
1969 wurde auch der Verkehr der Waldbahn durch den Ort wieder eingestellt, die Gründe hierfür lagen in der Verlagerung der Holztransporte auf Lastkraftwagen sowie im schlechten Zustand der Gleisanlagen. 1998 und 2001 zerstörten Überschwemmungen in Mokra und Nemetska Mokra 28 Häuser und beschädigten 42 Haushalte sowie Dämme, Straßen und Brücken.

### In der Ukraine
Am 24. August 1991 trat die Ukrainische SSR aus der Sowjetunion aus und die Bewohner von Deutsch-Mokra bekamen wieder einmal eine neue Staatsangehörigkeit. Dadurch wurde es aber möglich Kontakt zum Westen aufzunehmen und auch Reisen aus dem Westen in die Ukraine wurden erleichtert. Aus Österreich und Bayern entdeckten bald einige Sprachwissenschaftler diese kleine bairische Sprachinsel neu und machten diese auch im Westen durch diverse Publikationen bekannt. Es wurden auch einige Hilfsprojekte gestartet, um den Menschen in Deutsch-Mokra zu helfen. So sendet beispielsweise die oberösterreichische Landlerhilfe schon seit einigen Jahren Auslandszivildiener in den Ort, die dort an verschiedenen Projekten mitarbeiten und auch Deutsch unterrichten. Am 4. Februar 2016 erhielt die Ortschaft wieder den Namen Nimezka Mokra.
Seit 2005 ist es Bürgern der EU möglich, ohne Visum in die Ukraine einzureisen, was den Kontakt zwischen dem Salzkammergut und Deutsch-Mokra sehr erleichtert hat. Umgekehrt hatte 2007 der Beitritt von Polen, Ungarn und der Slowakei zum Schengen-Raum die Reisefreiheit für ukrainische Staatsbürger stark eingeschränkt. Um etwa nach Österreich zu reisen, mussten die Bewohner von Deutsch-Mokra erst ins über 600 km entfernte Kiew fahren, um dort mehrere Tage auf ein Schengen-Visum zu warten, welches noch dazu für die meisten Menschen unerschwinglich teuer war. Dies erschwerte neben der hohen Arbeitslosigkeit die wirtschaftliche Entwicklung der gesamten Region. Die Visumpflicht für Kurzaufenthalte ukrainischer Staatsangehöriger im Schengen-Raum wurde jedoch am 11. Juni 2017 aufgehoben; seitdem benötigen Ukrainer für den Grenzübertritt kein Visum mehr.

## Sprache
Die ausgewanderten Salzkammergütler nahmen nicht nur ihre Fähigkeiten als Holzknechte und Salinenarbeiter mit in die Waldkarpaten, sondern auch ihre Bräuche, ihre Tracht, ihre Lieder und ihre Sprache, den alten mittelbairischen Dialekt aus dem Salzkammergut. Nachdem sie hauptsächlich in den zwei Orten Deutsch-Mokra und Königsfeld lebten, wo sie lange Zeit die Mehrheit der Bevölkerung stellten, blieb ihre Kultur und die Sprache lange Zeit erhalten. Dies war in dieser multilingualen und multiethnischen Gegend aber keine Besonderheit, denn in der Karpatenukraine lebten neben Ukrainern noch Ungarn, Rumänen, Roma, jiddisch sprechende Juden, Slowaken und Ukrainer (Huzulen) bunt gemischt durcheinander, meist jedoch in separaten Dörfern. Von der ukrainischsprachigen Bevölkerung wurden die Deutsch-Mokraer gemeinsam mit anderen deutschsprachigen Gruppen einfach nur „Schwaben“ (Швабы) genannt.
Nach Ende des Zweiten Weltkrieges waren die deutschsprachigen Bewohner massiven Repressionen ausgesetzt und das Russische bzw. das Ukrainische verdrängte den alten Dialekt weitgehend. Heute leben im gesamten Gebiet des Theresientals nur noch ca. 300 Deutschsprachige, meist ältere Menschen. Diese haben jedoch fast nie Standarddeutsch gelernt und können sich noch am ehesten mit Österreichern unterhalten, die noch die alte Form vom Salzkammergutdialekt beherrschen. Für viele moderne Begriffe verwenden sie meist russische und ukrainische Wörter. So heißt beispielsweise eine Almhütte Kolifn (von ukrainisch koliba) und eine Lokomotive Maschin. Spätestens seit 1991 ist Ukrainisch auch die dominierende Sprache in allen Lebensbereichen dieser Menschen.
Publikationen zum Salzkammergut-Dialekt in Deutsch-Mokra kommen vor allem von Hermann Scheuringer und Wilfried Schabus (beide Universität Wien), Georg Melika (Universität Uschhorod) und vom Innviertler Dialektschriftsteller Hans Kumpfmüller, von dem das Buch über vergessene Österreicher  zur Ausstellung  Genosse Iwan Zepezauer – Bilder aus Transkarpatien 2006 im StifterHaus Linz  stammt.